# Marie Eleonora z Metternichu
Marie Eleonora z Kounic-Rietbergu (německy Maria Eleonore von Kaunitz-Rietberg, po sňatku kněžna z Metternichu-Winneburgu a Beilsteinu / Fürstin zu Metternich-Winneburg zu Beilstein/; 1. října 1775 Vídeň – 19. března 1825 Paříž) byla šlechtična z českého hraběcího rodu Kouniců z Rietbergu, provdaná za diplomata evropského významu Klemense Václava z Metternichu a pozdějšího státního kancléře Rakouského císařství.

## Život
Narodila ve Vídni se jako dcera významného politika Arnošta Kryštofa z Kounic-Rietbergu a jeho manželky Marie Leopoldiny z Oettingen-Oettingenu. Měla bratra Josefa z Kounic-Rietbergu.
Marie Eleonora zemřela v Paříži v březnu 1825 ve věku nedožitých padesáti let. O dva roky později se ovdovělý Klemens Václav Metternich oženil podruhé s výrazně mladší baronkou Marií Antonií (Antoinettou) von Leykam (1806–1829), dcerou diplomata Christopha Ambrose von Leykam.

### Rodina
Marie Eleonora byla první ze tří manželek diplomata Klemense Václava z Metternichu. Sňatek byl uzavřen 27. září 1795 v kostele Vzkříšení Páně ve Slavkově u Brna. Svědky obou novomanželů byli mladší bratři knížete Arnošta Kounice, Dominik Ondřej a František Václav. Po sňatku s Klemensem Václavem z Metternichu získala titul kněžny z Metternichu-Winneburgu a Beilsteinu.
Marie Eleonora se později stala dámou Řádu hvězdového kříže a po matce byla majitelkou panství Kojetín, které vytvořilo ekonomické zázemí pro počátek diplomatické kariéry jejího chotě.
Pár měl 8 dětí, z nichž většina zemřela v dětství či v mladém věku:
- 1. Marie Leopoldina (17. 1. 1797 – 24. 7. 1820 Baden), manž. 1817 hrabě Josef Esterházy z Galanty (24. 11.1791 Čeklís – 12. 5. 1847 Vídeň), c. k. komoří, majitel panství Čeklís a Senec v Horních Uhrách
- 2. František Karel Jan Jiří (21. 2. 1798 – 3. 12. 1799)
- 3. Klemens Eduard (10. 6. 1799 – 15. 6. 1799)
- 4. František Karel Viktor Arnošt Lothar Klemens Josef Antonín Adam (12. 1. 1803 – 30. 11. 1829 Vídeň), c. k. komoří, diplomat, rytíř Maltézského řádu, majitel panství Kojetín, zemřel svobodný, ale udržoval vztah s Claire Clémence de Maillé de La Tour-Landry (9. 12. 1796 – 16. 7. 1861 Paříž) a měli spolu jednoho syna Rogera (21. 10. 1827 – 14. 10. 1906 Vídeň)
- 5. Klementina Marie (30. 8. 1804 – 6. 5. 1820)
- 6. Marie Antonie (25. 8. 1806 – 17. 1. 1829)
- 7. Leontina Adelheid Marie Paulina (18. 6. 1811 Vídeň – 6. 11. 1861 Vídeň), c. k. palácová dáma, dáma Řádu hvězdového kříže, majitelka velkostatku Kojetín, manž. 1835 hrabě Móric Šándor ze Slavnice (23. 5. 1805 Budapešť – 23. 2. 1878 Vídeň), c. k. tajný rada, komoří, majitel velkostatku Bajna, milovník koní a dostihů přezdívaný „ďábelský", „čertův" nebo „bláznivý“ jezdec
- 8. Hermína Gabriela Marie Eleonora Leopoldina (1. 9. 1815 Vídeň – 8. 12. 1890 Vídeň), dáma Ústavu šlechtičen ve Vídni, svobodná a bezdětná